# Liste der Landeshauptleute Vorarlbergs
Diese Liste behandelt Personen, die an der Spitze der Landesverwaltung Vorarlbergs bzw. der Landesregierung standen, d. h., im Rang gleich nach dem Herrscher (Landesfürsten) kamen, oder Chef der jeweiligen Behörde waren. Der Name und die jeweilige Aufgabe bzw. Befugnis wechselte: Kreishauptmann, bayrische Kreis- und Generalkommissare, Kreis-Präsidenten, Kreisvorsteher, Statthalter, Landeshauptmann (zeitweise nur als Stellvertreter des Landeschefs), Gauleiter/Reichsstatthalter, Hochkommissare (nach 1945) und Landeshauptmann (der Republik Österreich).
Vorarlberg war bis ins 18. Jahrhundert in mehrere Territorien gegliedert, die von verschiedenen Herrschern regiert wurden. Ein Großteil gehörte den Habsburgern und war Teil Vorderösterreichs, es gab auch reichsunmittelbare Gebiete, wie den Reichshof Lustenau. Erst als die Grafschaft Hohenems an die Habsburger fiel und diese 1786 die Herrschaften Bregenz und Hohenems zum Kreisamt Vorarlberg zusammenlegten, entstand ein größerer einheitlicher Herrschaftsbereich – ein Land. Im Frühjahr 1800 wurde das Land von den Franzosen erobert und war von 1806 bis 1814 Teil des Illerkreises des neuen Königreichs Bayern. Nach der Rückgabe an die Habsburger wurden die Kreise wieder errichtet, welche von Innsbruck aus regiert wurden. Erst 1861 wurde Vorarlberg ein Kronland und erhielt einen eigenen Landtag, Landesausschuss (Landesregierung) und einen Landeshauptmann, dieser blieb aber in gesamtstaatlichen Angelegenheiten der Statthalterei in Innsbruck unterstellt. Nach dem Ersten Weltkrieg wurde Vorarlberg ein eigenes Bundesland, nur wenige Bereiche wie das Oberlandesgericht blieben in Innsbruck. Im Dritten Reich wurde Tirol und Vorarlberg zu einem Reichsgau vereinigt. Nach dem Zweiten Weltkrieg wurde das Land wieder ein eigenständiges Bundesland, blieb aber bis 1955 französische Besatzungszone. Mit dem Beitritt zur Europäischen Union kam der nächste große Wandel, wobei dieser auf Landesebene aber nicht so viele Auswirkungen hatte, wie auf Bundesebene.

## Kreishauptmänner des Kreisamtes Vorarlberg (1786 bis 1806)
1786 wurde das Kreisamt Vorarlberg mit Sitz in Bregenz aus den Herrschaften Bregenz und Hohenems und den Vogteiämtern Feldkirch und Bludenz mit den dazugehörigen Gerichten neu geschaffen. Die Kreisämter hatten sowohl politische als auch finanzielle Aufgaben wahrzunehmen. Das Kreisamt in Bregenz und die anderen Tiroler Kreisämter unterstand dem Gubernium in Innsbruck, dass vom Tiroler Landeshauptmann geleitet wurde.
Diese Liste ist nicht vollständig.
- Karl von Schenk (Karl Maria Edler von Schenk) 1. Dezember 1783 – 10. August 1789 als Landvogt[2]
- Ignaz Anton von Indermauer (* 31. Juli 1759; † 10. August 1796) 1789–1791 provisorisch, 1791 – 10. August 1796 ermordet[3]
- Johann Jakob von Vicari (1740–1805), Januar 1797 – 25. Dezember 1805[4] Landvogt und Kreishauptmann[5]
- Franz von Vintler (1768–1807), schon 1805 in Vertretung, 1806 – 13. März 1806 Landvogt und Kreishauptmann (von Bregenz)[6]

## Bayerische Besatzungszeit (1806 bis 1814)
Im Frieden von Pressburg vom 26. Dezember 1805 musste Österreich u. a. die Grafschaft Tirol und Vorarlberg an das Kurfürstentum bzw. das spätere (ab 1806) Königreich Bayern abtreten. Im März 1806 marschierten bayrische Truppen in den vorarlbergischen Raum ein. Vorarlberg wurde mit Wirkung vom 26. April 1806 von Tirol abgetrennt und der Provinz Schwaben unterstellt und blieb bis zur Wiedervereinigung mit Österreich administrativ von Tirol getrennt.
siehe Illerkreis (Kempten)
In Folge der am 1. Mai 1808 von König Max Joseph erlassenen „Constitution für das Königreich Baiern“ wurden durch eine „Allerhöchste Verordnung“ vom 21. Juni 1808 der Illerkreis geschaffen. Kreishauptstadt waren Kempten. Die politisch-administrative Leitung jedes Kreises wurde durch ein „Generalkommissariat“ und die Führung der Finanzgeschäfte durch eine „Finanzdirektion“ übernommen. Das Generallandeskommissariat für die Provinz Tirol und das Gubernium in Innsbruck wurden aufgelöst. Diese neue Kreisverfassung trat am 1. Oktober 1808 in Kraft.
Die bayrischen Reformen, wie Schließung von Klöstern und Kirchen, Verbot von Wallfahrten usw., führten zur Volkserhebung 1809 unter der Führung von Franz Anton Schneider und Bernhard Riedmiller, welche aber schon im Juli selben Jahres niedergeschlagen wurde.
Nach dem Sieg über Napoleon kam das Gebiet von Vorarlberg (ohne den westlichen Allgäu) am 7. Juli 1814 wieder zu Österreich.
Bis auf weiteres wurden die vorgefundenen Einrichtungen belassen. 

### Bayrische Verwaltung im Illerkreis (1806 bis 1813/1814)
- Franz von Vintler (1768–1807), 1. Januar 1807 – 22. April 1807 Kreiskommissär[7]
  - Abraham Kutter (* 1748 Ravensburg; † 1822) evangelisch, ab 8. Mai 1804 churfürstl. Stadtkommissär und Polizeidirektor von Ravensburg, davor Rentamtsverwalter; Direktor des Illerkreises ab 1808[8][9]
- Maximilian Ludwig Balthasar von Merz (1758–1811), 30. August 1808 – 1809 als General-Kommissär[10]

- Karl August Graf von Reisach (1774–1846), 1809 – 20. Februar 1813,[11] Flucht wegen Veruntreuung von öffentlichen Geldern

## Kreishauptmänner, Kreis-Präsidenten und Kreis-Vorsteher von Vorarlberg (1814 bis 1861)

### Kreis-Hauptmann (1814 bis 1849)
- Franz Anton Daubrawa von Daubraweik (1763–1836), 1814–1822[12][13]
- Johann Nepomuk Ebner von Rofenstein (ab 30. März 1839 Ritter von Rofenstein; 1790–1876), 1822 – 31. Dezember 1849

### Kreis-Präsident (1850 bis 1855)
Verwaltungsreform 1849 nach der Revolution: Aufhebung der Grundherrschaften, Ende der ständischen Verfassung, Neugestaltung der politischen Verwaltung und der Gerichte (46 gemischte Bezirksämter ohne Trennung von Verwaltung und Justiz, in dieser Zeit auch Entstehung der Ortsgemeinden).
- Silvester von Hammerer (ab 16. Juli 1851, Silvester Ritter von Hammerer; 1791–1861) 1. Dezember 1850 – 30. November 1854[14]

### Kreis-Vorsteher (1855 bis 1861)
- Silvester Ritter von Hammerer (1791–1861), 1. Dezember 1854 – 27. März 1856
  - Silvester Ritter von Hammerer, 27. März 1856 – 1. August 1856 amtsführend
- Sebastian von Franz Xaver Aloys von Froschauer (1801–1884), 1. August 1856 – 31. August 1860

- von Tirol aus regiert 1. September 1860 – 6. April 1861

## Statthalter von Tirol und Vorarlberg, Landeshauptmann von Vorarlberg (1861 bis 1918)
1861 wurde Vorarlberg mit dem Februarpatent ein eigenes Kronland, blieb aber in gesamtstaatlichen Angelegenheiten dem Statthalter für Tirol und Vorarlberg in Innsbruck unterstellt. Dieser Landeschef war der Vertreter des Kaisers als Landesherr und der k.k. Regierung in Wien. Der Kaiser (als Landesherr) ernannte ein Mitglied des Landtages zum Landeshauptmann mit der Funktion Landtagsvorsitzender und Vorsitzender des Exekutivausschusses des Landtags namens Landesausschuss.
Der erste (noch lang nicht vom ganzen Volk) gewählte Vorarlberger Landtag wurde Ende März 1861 gewählt und im April konstituiert.
1867 wurde das Kaisertum Österreich nach dem Ausgleich in die Doppelmonarchie Österreich-Ungarn umgewandelt. Landesgeschichtlich spielte das nur insofern eine Rolle, als Vorarlberg nun zum Teilstaat Cisleithanien, den im Reichsrat vertretenen Königreichen und Ländern, ab 1915 zu den österreichischen Ländern gehörte.

### Statthalter (Landeschef) von Tirol und Vorarlberg (1861 bis 1918)
siehe Landeshauptleute, Statthalter, Landtagspräsidenten von Tirol

### Landeshauptmann des Kronlandes Vorarlberg (1861 bis 1918)
als „zweiter Mann“ hinter dem Statthalter
- Sebastian von Franz Xaver Aloys von Froschauer (1801–1884), 6. April 1861 – 26. Juni 1873?
- Anton Jussel (1816–1878), 27. Juni 1873 – 20. September 1878?
- Karl Graf Belrupt-Tissac (1826–1903), 21. September 1878 – 20. September 1890?
- Adolf Rhomberg (1851–1921), 21. September 1890 – 1918?

## Landeshauptmann des Bundeslandes Vorarlberg (1918 bis 1940)
Am 30. Oktober 1918 wurde der Staat Deutschösterreich als Republik gegründet. Im Zusammenhang mit dem Friedensvertrag änderte er seinen Namen am 21. Oktober 1919 in Republik Österreich.
Die in der Monarchie geteilte Landesführung und -verwaltung wurde im von 1920 an föderal organisierten Österreich abgeschafft:
Der Begriff Landeshauptmann in seinem heutigen Bedeutungsumfang besteht seit 10. November 1920. Die österreichische Bundesverfassung räumt dabei dem Landeshauptmann eine besondere Stellung ein: als Vorsitzender der vom Landtag gewählten Landesregierung und formales Oberhaupt des Landes innerhalb der föderalen Verfassungsgestaltung – und gleichzeitig als Bundesorgan, in der mittelbaren Bundesverwaltung dem jeweiligen Bundesminister gegenüber verantwortlich und daher vom Bundespräsidenten angelobt. Demnach ist er der wichtigste Vertreter der Staatsgewalt auf Landesebene.
Die Republik wurde 1934 in den Bundesstaat Österreich (den Ständestaat) umgewandelt. Die Landesordnungen blieben davon weitgehend unberührt, doch wurden bis 1945 keine demokratischen Wahlen mehr vorgenommen.
- Otto Ender (1875–1960), 3. November 1918 – 9. Dezember 1930
- Ferdinand Redler (1876–1936), 9. Dezember 1930 – 14. Juli 1931
- Otto Ender (1875–1960), 14. Juli 1931 – 24. Juli 1934 (2. Amtszeit)
- Ernst Winsauer (1890–1962), 24. Juli 1934 – 23. März 1938
- Anton Plankensteiner (1890–1969), 12. März 1938 – 1. Februar 1940, zuerst als kommissarischer, ab 7. Juni 1938 definitiver Landeshauptmann

Im Dezember 1939 wurde die Landeshauptmannschaft aufgehoben und Vorarlberg wurde mit Tirol zum Reichsgau Tirol-Vorarlberg zusammengelegt. Plankensteiner blieb Kreisleiter von Dornbirn.

## Hochkommissare der Besatzungszone in Tirol und Vorarlberg (1945 bis 1955)
Der Hochkommissar der Alliierten Kontrollkommission für Österreich war im besetzten Nachkriegsösterreich nach 1945 der Militärgouverneur der vier jeweiligen Besatzungszonen.

### Hochkommissare der französischen Besatzungszone in Tirol und Vorarlberg (1945 bis 1955)
In Tirol und Vorarlberg war dies bis 1950 der Französische Kommandant in Österreich und Hochkommissar, danach der Hochkommissar und Botschafter (in Österreich).
- Antoine Béthouart (1889–1982), Juli 1945 – 30. September 1950 General der Infanterie
- Jean Payart (1892–1969), Oktober 1950 – September 1954
- Jean Michel Henri Chauvel (1897–1979), Oktober 1954 – Februar 1955
- Roger Lalouette (1904–1980), Februar 1955 – Juni 1955 als Stellvertreter
- François Seydoux de Clausonne (1905–1981), 3. Juni 1955 – 27. Juli 1955

## Landeshauptmann Bundeslandes Vorarlberg, 2. Republik (1945 bis heute)
- Ulrich Ilg (1905–1986), 24. Mai 1945 – 28. Oktober 1964
- Herbert Keßler (1925–2018), 29. Oktober 1964 – 9. Juli 1987
- Martin Purtscher (1928–2023), 9. Juli 1987 – 2. April 1997
- Herbert Sausgruber (1946– ), 2. April 1997 – 7. Dezember 2011
- Markus Wallner (1967– ), 7. Dezember 2011 – heute